# Зеленеч
Зеленеч (словац. Zeleneč) — село, громада округу Трнава, Трнавський край. Кадастрова площа громади — 11.75 км².
Населення 2548 осіб (станом на 31 грудня 2020 року).

## Історія
Зеленеч згадується 1243 року.

## Населення
| Рік:            | 1994. | 2004.   | 2014.   | 2024.   |
| --------------- | ----- | ------- | ------- | ------- |
| Кількість осіб: | 2396  | 2377    | 2576    | 2578    |
| Різниця:        |       | -0,79 % | +8,37 % | +0,07 % |

| Рік:            | 2023. | 2024.   |
| --------------- | ----- | ------- |
| Кількість осіб: | 2604  | 2578    |
| Різниця:        |       | -0,99 % |